# Jean-Georges Humann

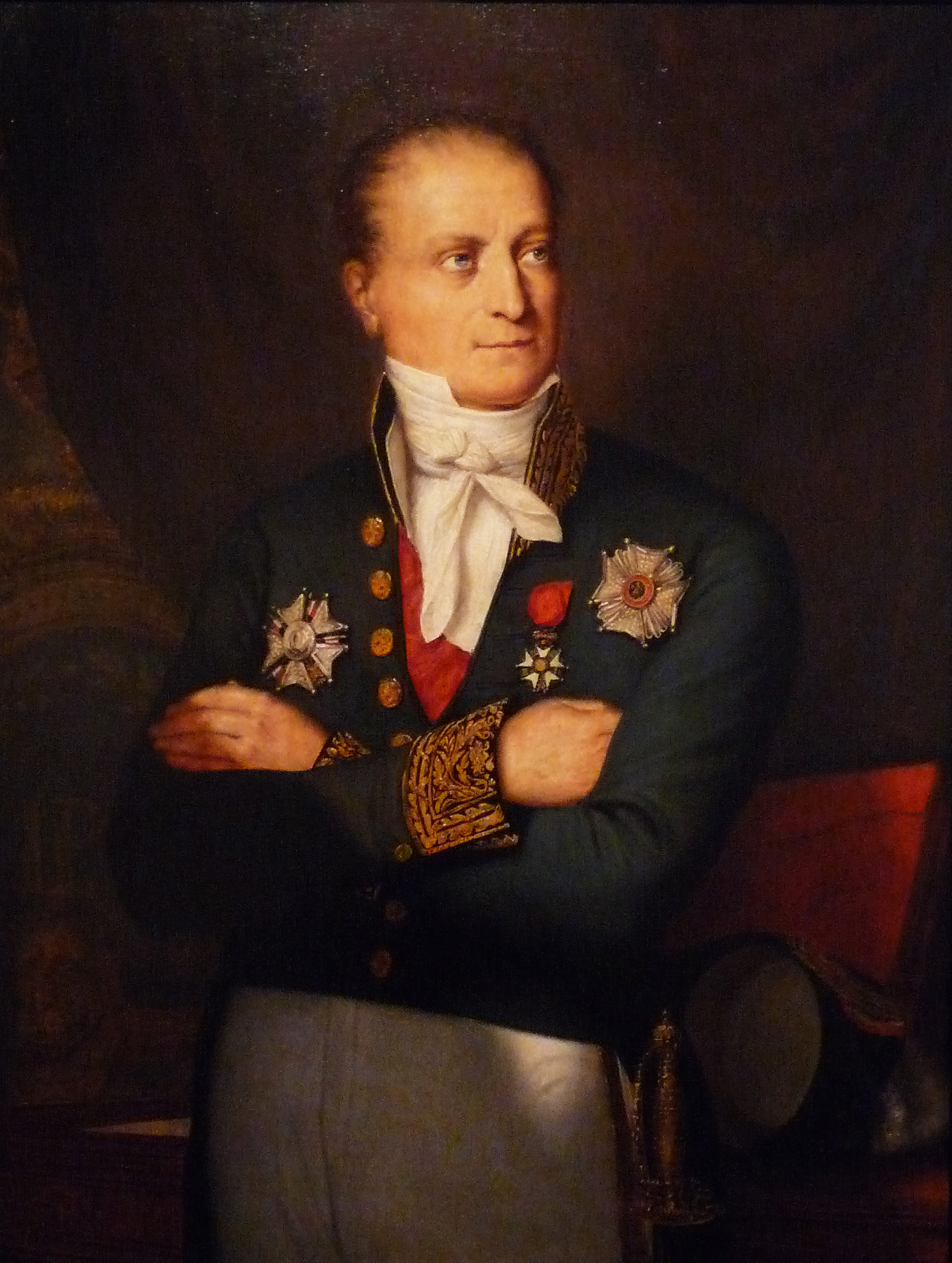
Jean-Georges Humann (Gemälde von Gabriel-Christophe Guérin)

Jean-Georges Humann (* 6. August 1780 in Straßburg; † 25. April 1842 in Paris) war ein französischer Staatsmann.

## Biografie
Humann, Sohn von armen Eltern, Bruder von Johann Jakob Humann, trat 1794 als Lehrling in eine Tabakmanufaktur und gründete später ein eigenes Geschäft, das bald einen großen Aufschwung nahm.
Hauptsächlich ihm verdankt das Elsass den Canal du Rhône au Rhin. Als Anerkennung der uneigennützigen Dienste wählten ihn seine Mitbürger 1821 zum Mitglied der Deputiertenkammer, wo er sich der Opposition anschloss.
Nach der Julirevolution wurde er im Oktober 1832 Finanzminister und führte zahlreiche Reformen ein. Es gelang ihm, die Einkünfte der Staatskasse zu vermehren, neue Verkehrsmittel ins Leben zu rufen; er schuf ein Gesetz über die Sparkassen, legte aber 1834 sein Amt nieder, als seine Absicht, die Konversion der Staatsrente durchzuführen, durch die Opposition seiner Kollegen vereitelt wurde.
1837 ernannte ihn König Ludwig Philipp zum Pair, 1840 übernahm er zum zweiten Mal das Finanzministerium. Die Parteiumtriebe in Frankreich, die bedeutenden Kosten für öffentliche Arbeiten, die Lasten des Militärbudgets und der Bau der Eisenbahnen hinderten ihn aber, das Gleichgewicht in den Finanzen herzustellen.